# Zdzisław Goral
Zdzisław Goral (* 15. August 1950 in Dębice, Gemeinde Maszewo)  ist ein pensionierter polnischer Militär im Rang eines Generalleutnants.

## Leben
In den Jahren 1969 bis 1973 besuchte er die Wyższa Szkoła Oficerska Wojsk Pancernych (Höhere Offiziersschule der Panzertruppe) in Poznań. Anschließend diente er beim 36. Pułk Zmechanizowany (Mechanisiertes Infanterieregiment) in Trzebiatów, wo er zum Führer einer Panzerkompanie aufstieg. Von 1980 bis 1983 besuchte er die Malinowski-Militärakademie der Panzertruppen in Moskau. Im Jahr 1983 war er zunächst im Stab der 20. Panzerdivision in Szczecinek tätig und wurde dann stellvertretender Stabschef des dieser unterstelltem 28. Pułk Czołgów (Panzerregiment). In den Jahren 1986 bis 1989 kommandierte er das 24. Pułk Czołgów in Stargard und das 68. Pułk Czołgów in Budowo.
Im Jahr 1990 wurde er stellvertretender Stabschef der 2. mechanisierten Division in Szczecinek. Danach war er zunächst stellvertretender Leiter des polnischen Kontingentes in Kroatien im Rahmen der UN-Friedensmission UNPROFOR im ehemaligen Jugoslawien und ab 1994 deren Leiter. Im Jahr 1995 nahm er seinen Dienst bei der 2. mechanisierten Division wieder auf, diesmal als stellvertretender Schulungsleiter. Von 1997 bis 1998 besuchte er das Genfer Zentrum für Sicherheitspolitik. Von 1998 bis 2000 kommandierte er die 11. gepanzerte Kavallerie-Division in Żagań.
Von 2000 bis 2001 war er stellvertretender Kommandeur des Multinationalen Korps Nord-Ost in Stettin. Im Jahr 2001 wurde er Leiter der Abteilung G3 und stellvertretender Stabschef der Polnischen Landstreitkräfte. Im selben Jahr wechselte er an das europäische NATO-Hauptquartier SHAPE in Mons, zunächst als Abteilungsleiter und nach einem Besuch der NATO School Oberammergau als Bereichsleiter für Schulung und Training von 2002 bis 2004. Im Jahr 2004 wurde er stellvertretender Leiter der multinationalen NATO-Response-Force-Truppe 3. Türkisches Korps in Istanbul. Von 2006 bis zu seiner Pensionierung Ende 2009 war er als Nachfolger von Egon Ramms Kommandeur des Multinationalen Korps Nord-Ost. In dieser Funktion war er Anfang 2007 an der Operation Enduring Freedom in Afghanistan beteiligt, wurde aus gesundheitlichen Gründen dann dort von Mieczysław Bieniek ersetzt.

## Quelle
- Biografie auf den Seiten des Multinationalen Korps Nord-Ost (englisch) [abgerufen am 8. Januar 2007][2]